# Магеррамов, Сахават Аламдар оглы
Сахават Аламдар оглы Магеррамов (азерб. Səxavət Ələmdar oğlu Məhərrəmov; 5 декабря 1973 — 27 июня 1992) — член народной освободительной армии Республики Азербайджан, Национальный Герой Азербайджана (1992).

## Биография
Родился Сахават Магеррамов 5 декабря 1973 года в селе Карачанта, ныне Арегнадем Армянской ССР. В 1988 году, в связи с армяно-азербайджанским конфликтом, семья Магеррамова была вынуждена покинкуть родное село. Под угрозой жизни 11 декабря 1988 года, после того, как дорога Гюмри — Диликан — Газах была закрыта вооружёнными бандами, вся семья Сахавата, пересекая горный перевал Гар-Ахан, переехала в село Даштепе Марнеульского района Грузии. 21 декабря 1988 года они смогли добраться до села Дузаграмав Грузии. Сахавет Магеррамов в течение 6 месяцев продолжил обучение в средней школе села Дузаграма. 22 июня 1989 года вместе с семьей они перебрались в поселок Локбатан пригород города Баку. В 1991 году Сахават завершает обучение в средней школе № 106. После окончания школы начал свою трудовую деятельность в Ремонтно-строительной управлении № 1. Становится одним из активных членов национально-освободительного движения. Магеррамов увлекался поэзией, любил музыку.
В ноябре 1991 года Магеррамов добровольцем ушел на военную службу. Сначала служил в рядах Внутренних войск, затем — во вновь сформированной Национальной армии. Освоив необходимые военные знания и навыки добровольно был направлен на фронт. 23 июня 1992 года Сахават прибыл в зону военного конфликта.
27 июня 1992 года полк, в котором служил Сахават, дошел до села Мехратаг. Магеррамов в числе лучщих бойцов получил особо важное задание по укреплению позиций национальной армии в данной местности. Выполнив задание разведотряд возвращался обратно, когда попал под перестрельный огонь противника. Несмотря на неравные силы бойцы отряда вступили в бой с противником. В ожесточённом бою все погибли. Этот бой оказался последним для Сахавата.
Женат не был.

## Память
Указом Президента Азербайджанской Республики № 290 от 6 ноября 1992 года Сахавату Аламдар оглы Магеррамову было присвоено звание Национального Героя Азербайджана (посмертно).
Похоронен в Аллее Шехидов города Баку.
Школе № 106 в посёлке Локбатан присвоено имя Национального Героя Азербайджана. Перед зданием школы установлен бюст Сахавата Магеррамова.